# Bektosh Rahimov
Bektosh Rahimov (ros. Бекташ Рахимов, ur. 1924 w Taszkencie, zm. 2009 tamże) – radziecki i uzbecki polityk, działacz partyjny i ekonomista, Bohater Pracy Socjalistycznej (1973).

## Życiorys
Pracował jako nauczyciel w szkole podstawowej, w lutym 1942 powołany do Armii Czerwonej, uczestnik II wojny światowej, od 1944 był członkiem WKP(b). Od 1945 kierownik szkoły podstawowej, inspektor rejonowego oddziału edukacji narodowej, 1948–1950 zastępca przewodniczącego i przewodniczący rejonowego komitetu wykonawczego w obwód samarkandzki, 1950–1952 słuchacz Szkoły Partyjnej przy KC Komunistycznej Partii (bolszewików) Uzbekistanu. Od 1952 wykładowca i sekretarz komitetu partyjnego Wyższej Szkoły Partyjnej przy KC KP(b)U/KPU, 1953 eksternistycznie ukończył Taszkiencki Uniwersytet Państwowy, po czym został kandydatem nauk ekonomicznych i organizatorem odpowiedzialnym KC KPU, później I sekretarzem kolejno dwóch rejonowych komitetów partyjnych w obwodzie samarkandzkim. Od lutego 1963 do 12 lutego 1968 I sekretarz Komitetu Obwodowego KPU w Chorezmie, od lutego 1968 do grudnia 1974 I sekretarz Komitetu Obwodowego KPU w Andiżanie, od 27 listopada 1974 do 23 lutego 1982 I sekretarz Komitetu Obwodowego KPU w Samarkandzie, od 5 marca 1976 do 25 lutego 1986 zastępca członka KC KPZR. Od lutego 1982 do 1986 zastępca przewodniczącego Rady Ministrów Uzbeckiej SRR, następnie na emeryturze. 1966–1984 deputowany do Rady Najwyższej ZSRR od 7 do 10 kadencji.
14 listopada 1988 pozbawiony tytułu Bohatera Pracy Socjalistycznej i odznaczeń. 5 grudnia 1988 aresztowany, w sierpniu 1989 zwolniony. 16 lipca dekretem Prezydenta ZSRR Michaiła Gorbaczowa odwołano uchwałę Prezydium Rady Najwyższej ZSRR z 14 listopada 1988 o pozbawieniu go odznaczeń jako nieuzasadnioną.

## Odznaczenia
- Medal Sierp i Młot Bohatera Pracy Socjalistycznej (10 grudnia 1973)
- Order Lenina (trzykrotnie - 14 grudnia 1972, 10 grudnia 1973 i 25 grudnia 1976)
- Order Rewolucji Październikowej (27 sierpnia 1971)
- Order Czerwonego Sztandaru Pracy (dwukrotnie - 1 marca 1965 i 4 marca 1980)
- Order Wojny Ojczyźnianej II klasy (11 marca 1985)
- Order „Znak Honoru” (11 stycznia 1957)

I medale.